# برگ‌ماهی گنگی
برگ‌ماهی گنگی (نام علمی: Nandus nandus) نام یک گونه از تیره برگ‌ماهیان آسیایی است.